# Marcus Johansson (ishockeyspelare född 1987)
Marcus Johansson, född 17 juni 1987, är en svensk före detta professionell ishockeyspelare (centerforward). Hans moderklubb är Luleå HF.
Marcus spelade 7 elitseriematcher för Luleå HF säsongen 2006-07.